# S, P eller K
S, P eller K (sandhed, procent eller konsekvens) er en en form for leg, der typisk leges af børn og unge. 
Spillet skal spilles af mindst 2 personer, men spilles typisk af flere og af begge køn. Der spørges i rundkreds, og den, der sidst er blevet spurgt, spørger videre. Den spurgte skal så vælge et af de mulige bogstaver, og gives en udfordring svarende til det valgte.
S, P eller K er en variant af et spillet Sandhed eller Konsekvens.

## Sandhed
Ved at vælge sandhed, skal man svare oprigtigt på et spørgsmål stillet af de øvrige spillere.
Personen, der lige er blevet spurgt, må så spørge den næste efter at have udført "opgaven".

## Konsekvens / Kys
Ved at vælge konsekvens bliver man stillet 3 forskellige opgaver/udfordringer af den sidste udsatte S, P eller K-deltager. Man skal svare, inden man spørger en anden, ellers får man en meget større konsekvens, som man skal gøre.
I en anden variation står K for "kys", og den udfordrede skal følgelig kysse en af de andre deltagere som vælges af spørgeren.

## Procent
Procent vælges typisk af deltagere, der mest er med som betragtere, og må betegnes som den nemme udvej. Her adspørges spilleren om sin kærlighed til en, af de øvrige fastsat, person.

## Andre bogstaver
Der er mange, der tager flere bogstaver med, så det nærmest bliver en alfabet-leg.
En af de populære nye tiltag er J, som betyder joker. Joker gør, at den, som spørger, selv må vælge, om personen vil give et sandheds-spørgsmål, en konsekvens eller andet, som er med i legen.
Nogen leger med s, k, eller ø, hvor man skal placere 3 deltagere på henholdsvis "ned til hajerne",  "på en ø", eller "med hjem".